# Justin Ellis
Justin Jamaal Ellis (Monroe, 27 dicembre 1990) è un giocatore di football americano statunitense che milita nel ruolo di defensive tackle per i New York Giants della National Football League (NFL). Fu scelto nel corso del quarto giro (107º assoluto) del Draft NFL 2014. Al college ha giocato a football alla Louisiana Tech University.

## Carriera

### Oakland Raiders
Ellis fu scelto nel corso del terzo giro del Draft 2014 dagli Oakland Raiders. Debuttò come professionista subentrando nella gara della settimana 1 contro i New York Jets mettendo a segno un tackle. A fine anno fu inserito nella formazione ideale dei rookie dalla Pro Football Writers Association dopo avere terminato con 21 tackle ed avere disputo tutte le 16 partite, 14 delle quali come titolare.

### Baltimore Ravens
Il 12 novembre 2019 Ellis firmò con i Baltimore Ravens. Il 16 marzo 2021 firmò un nuovo contratto annuale.

### New York Giants
Il 23 marzo 2022 Ellis firmò un contratto di un anno con i New York Giants.

## Palmarès
- PFWA All-Rookie Team - 2014

## Statistiche
| Partite totali      | 16 |
| Partite da titolare | 14 |
| Tackle              | 21 |
| Sack                | 0  |
| Intercetti          | 0  |

Statistiche aggiornate alla stagione 2014